# 马来西亚讲华语运动
马来西亚讲华语运动，1980年代至2000年代由馬來西亞民間團體推動馬來西亞華人應「多講華語，少講方言」的運動，源於1979年新加坡政府推動的講華語運動。
運動促成多家国民型华文中学和华文独立中学定立禁止說漢語方言的風氣或校規，部份校規持續30幾年至2010年代末，實際情況不一。執行嚴格的學校甚至對講方言的學生進行罚款，严重更有口头警告及记过。推動者包括雪蘭莪中華總商會成立的雪隆推動華語工委會等。